# Amir Jawad
Amir Jawad, född 4 november 1995 i Överluleå församling i Boden, är en svensk politiker (liberal). Han var riksdagsledamot (tjänstgörande ersättare) under perioden 22 maj–13 juli 2023 för Skåne läns västra valkrets.
Jawad kandiderade i riksdagsvalet 2022 och blev ersättare. Han tjänstgjorde som ersättare för Mauricio Rojas 22 maj–13 juli 2023.
I riksdagen var Jawad extra suppleant i socialförsäkringsutskottet.
Utöver uppdraget som riksdagsledamot är han även miljönämndens ordförande i Helsingborgs stad och gruppledare i kommunfullmäktige.